# Hennie Stamsnijder
Hennie Stamsnijder, all'anagrafe Hendrikus Johannes Maria Stamsnijder (Enter, 21 luglio 1954), è un ex ciclocrossista, ciclista su strada e pistard olandese, campione del mondo di ciclocross nel 1981.

## Carriera
Tra i dilettanti fu campione del mondo militari nel 1975 e medaglia d'argento mondiale nel 1979 a Saccolongo alle spalle di Vito Di Tano.
Professionista dal 1980 al 1989, vinse il titolo mondiale nel 1981 a Tolosa; andò per altre quattro volte a medaglia, secondo nel 1984 alle spalle di Roland Liboton e terzo nel 1980, nel 1982 e nel 1986. Oltre ai risultati mondiali, si aggiudicò per quattro volte la classifica generale del Superprestige (vincendo le prime due edizioni e 14 prove in totale) e per nove volte il titolo nazionale olandese Open, due delle quali quando ancora era dilettante.
Fu attivo per alcune stagioni anche su strada. Tra i dilettanti vinse il titolo nazionale mentre da professionista con la DAF Trucks partecipò a due edizioni del Tour de France, nel 1980 e nel 1981; sempre nel 1980 si piazzò quarto al Giro dei Paesi Bassi e settimo all'E3 Prijs Harelbeke. Gareggiò anche su pista, prendendo anche parte a un campionato del mondo tra i dilettanti.
È padre di Tom Stamsnijder, nato nel 1985, anch'egli ex ciclista professionista.

## Palmarès

### Cross
- 1976-1977 (dilettanti)

Campionati olandesi
- 1978-1979 (dilettanti)

Sylvestercross (Soestduinen)
Campionati olandesi
- 1979-1980

Grote Prijs Rouwmoer (Essen)
Sylvestercross (Soestduinen)
- 1980-1981

Cyclocross Gavere (Asper-Gavere)
Campionati olandesi
Campionati del mondo
- 1981-1982

Jaarmarktcross (Niel)
Gran Premio Mamma e Papà Guerciotti (Milano)
Campionati olandesi
- 1982-1983

Cyclocross Zillebeke, 2ª prova Superprestige (Zillebeke)
Cyclocross Gavere, 3ª prova Superprestige (Asper-Gavere)
Classifica generale Superprestige
Campionati olandesi
Radquer Wetzikon (Wetzikon)
- 1983-1984

Veldrit Schijndel (Schijndel)
Radquer Hombrechtikon (Hombrechtikon)
Classifica generale Superprestige
Campionati olandesi
- 1984-1985

Jaarmarktcross (Niel)
Cyclocross Valkenswaard, 2ª prova Superprestige (Schijndel)
Veldrit Schijndel (Schijndel)
Cyclocross Sint-Jozef (Rijkevorsel)
Cyclocross Gavere, 7ª prova Superprestige (Asper-Gavere)
Vlaamse Druivenveldrit #2, 4ª prova Superprestige (Overijse)
- 1985-1986

Radquer Sankt Gallen (San Gallo)
Cyclocross Oss, 3ª prova Superprestige (Oss)
Campionati olandesi
Cyclocross Gavere, 7ª prova Superprestige (Asper-Gavere)
- 1986-1987

Cyclocross Oss, 4ª prova Superprestige (Oss)
Vlaamse Druivenveldrit #1, 5ª prova Superprestige (Overijse)
Azencross (Loenhout)
Campionati olandesi
Cyclocross Zillebeke, 8ª prova Superprestige (Zillebeke)
Classifica generale Superprestige
- 1987-1988

Cyclocross Oss, 5ª prova Superprestige (Oss)
Azencross, 5ª prova Gazet van Antwerpen Trofee (Loenhout)
Campionati olandesi
Vlaamse Druivenveldrit #2 (Overijse)
- 1988-1989

Cyclocross Oss, 5ª prova Superprestige (Oss)
Radquer Wetzikon, 5ª prova Superprestige (Wetzikon)
Cyclocross Zillebeke, 10ª prova Superprestige (Zillebeke)
Classifica generale Superprestige

### Strada
- 1979 (Dilettanti)

Campionati olandesi. Prova in linea Dilettanti

## Piazzamenti

### Grandi Giri
- Tour de France

1980: ritirato
1981: 80º

### Classiche monumento
- Milano-Sanremo

1980: 68º

### Competizioni mondiali
- Campionati del mondo di ciclocross

Chazay-d'Azergues 1976 - Dilettanti: 10º
Amorebieta 1978 - Dilettanti: 4º
Saccolongo 1979 - Dilettanti: 2º
Wetzikon 1980 - Professionisti: 3º
Tolosa 1981 - Professionisti: vincitore
Lanarvily 1982 - Professionisti: 3º
Birmingham 1983 - Professionisti: 5º
Oss 1984 - Professionisti: 2º
Lembeek 1986 - Professionisti: 3º
Mladá Boleslav 1987 - Professionisti: 4º
Hagendorf 1988 - Professionisti: 8º
Pontchâteau 1989 - Professionisti: 7º
- Campionati del mondo su pista

Monaco di Baviera 1978 - Corsa a punti Dil.: 10º